# 4325 Guest
4325 Guest је астероид главног астероидног појаса чија средња удаљеност од Сунца износи 2,748 астрономских јединица (АЈ).
Апсолутна магнитуда астероида је 12,6.